# Дадвей

33 буквы бирманского письма

Дадвей, дадуэ (ဒထွေး) — да, звонкий альвеолярный взрывной, но может произноситься и одноударным, 18-я буква бирманского алфавита, в сингальском пали соответствует букве даянна, в тайском пали соответствует букве тхотахан. Имена на букву дадвей могут даваться детям, родившимся в субботу.

## Дадвей в грамматике
- До — лэйнхньюнписи, показатель женского рода для людей.